# Erheben der Gebeine

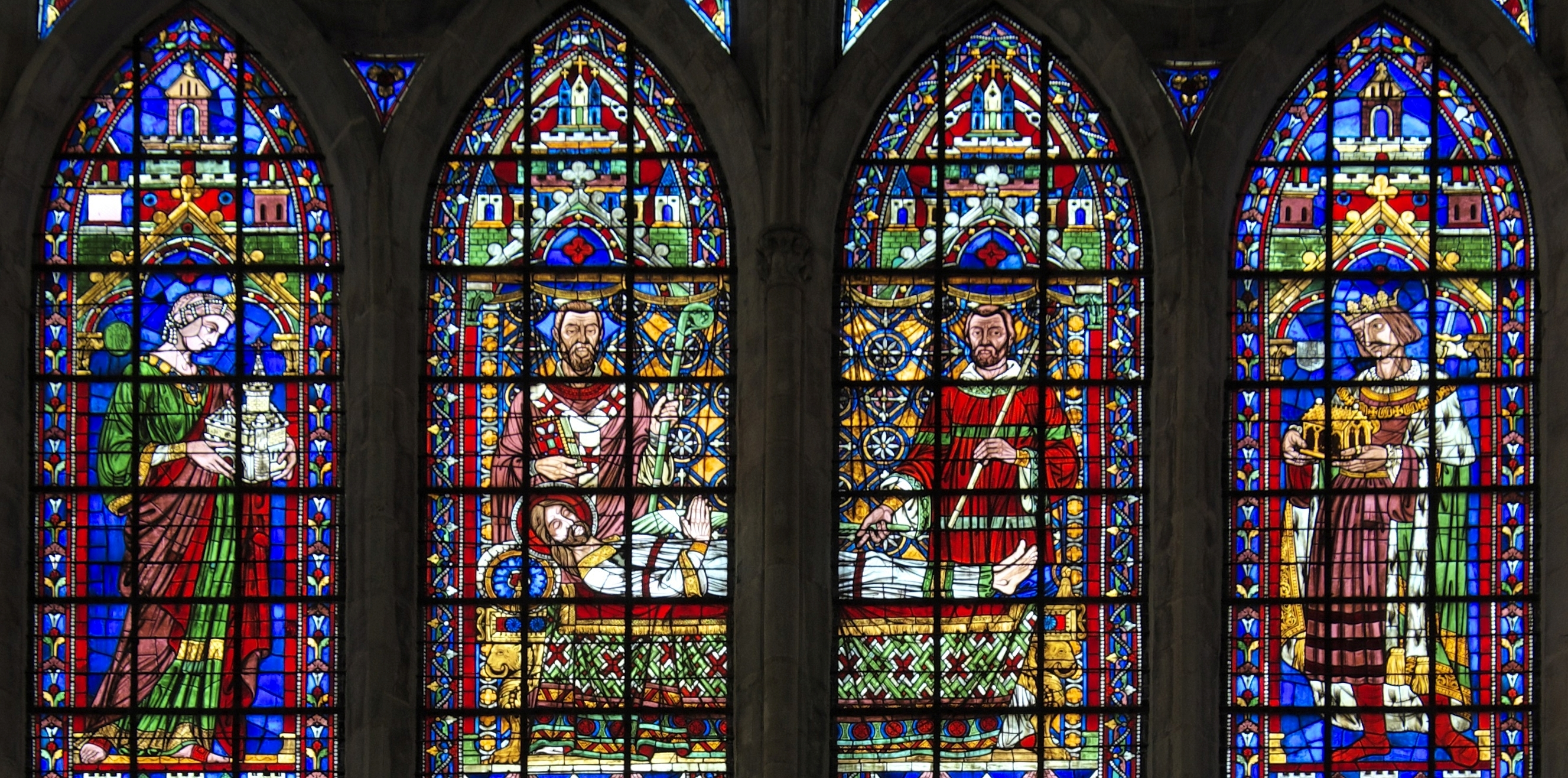
Erhebung der (der Legende nach unverwesten) Gebeine des hl. Stephanus in Jerusalem im Jahr 415, Bleiglasfenster in der St.-Stephans-Kathedrale in Toul (19. Jahrhundert; Ausschnitt)

Das Erheben der Gebeine (lateinisch elevatio) ist die Exhumierung der sterblichen Überreste eines Menschen aus einem Grab oder einer Fundstelle und die Übertragung der Reliquien an einen öffentlichen Verehrungsort aus religiösen Motiven.

## Geschichte
Der Begriff „Erhebung“ ist nicht im übertragenen Sinne zu verstehen, sondern bezieht sich auf das tatsächliche Herausheben der sterblichen Überreste aus einem Grab zum Zweck ihrer Präsentation in der Kirche. Das Erheben geht auf die frühchristliche Verehrung von Märtyrern zurück. Später wurde es ein wichtiger Vorgang im Zusammenhang bei Selig- und Heiligsprechungen. Die feierliche Erhebung von Gebeinen wird seit der zweiten Hälfte des 4. Jahrhunderts praktiziert. In Verbindung mit der Elevation wurde im Mittelalter häufig von Wundern berichtet.

## Bedeutung
Die „Erhebung der Gebeine“ und die feierliche Überführung (Reliquientranslation) in einen zumeist ebenfalls erhöht stehenden Reliquienschrein oder in einen Altar war ein besonderes Zeichen der Heiligenverehrung. So wurden im 8. und 9. Jahrhundert eigens bekundete Translationsberichte erstellt, mit denen die Bedeutung der Selig- oder Heiligsprechung nachdrücklich hervorgehoben werden sollte. Die Ortsbischöfe und örtlichen Geistlichen förderten diese Form der Verehrung.

## Hagiographischer Topos
Die Hagiographie, die in der Spätantike entstand, beinhaltet Texte über das Leben und die Verehrung von Heiligen. Neben der Vita und der Beschreibung der Art des Martyriums enthält die Hagiographie mitunter auch ausführliche Berichte über die möglicherweise von Wundern begleitete Erhebung der Gebeine.